# Mandalay (regio)
Mandalay is een administratieve afdeling van Myanmar. Het is gelegen in het midden van het land, grenzend aan Sagaing en Magway in het westen, Shan in het oosten en Bago en Kayin in het zuiden. De regionale hoofdstad is Mandalay. Ten zuiden van de regio ligt de nationale hoofdstad Nay Pyi Taw. De divisie bestaat uit zeven districten, die zijn onderverdeeld in 28 provincies en 2320 wijken en dorps-traktaten.

## Geschiedenis
De geschiedenis van de regio Mandalay is dezelfde als die van een groot deel van Boven-Myanmar, behalve dat gedurende een groot deel van de Birmese geschiedenis de politieke macht afkomstig was van koninklijke hoofdsteden in de regio Mandalay. De huidige hoofdstad van het land, Naypyidaw, en de meeste voormalige koninklijke hoofdsteden van de Birmese natie - Bagan, Ava, Amarapura, Mandalay - bevinden zich allemaal hier.
De Tibeto-Burman-sprekende Pyu waren de eerste historische mensen die al in de 1e eeuw na Christus de droge zone in het centrum van Myanmar domineerden, inclusief de regio Mandalay. Tegen het begin van de 9e eeuw werden de Pyu gedecimeerd in een reeks oorlogen met het Nanzhao-koninkrijk vanuit Yunnan. De Bamar, die in de 9e eeuw vanuit Yunnan naar de regio waren gemigreerd, stichtten in 849 een eigen stad, Pagan. De heidense dynastie domineerde geleidelijk de centrale zone gedurende de volgende twee eeuwen, en tegen het einde van de 11e eeuw. eeuw, heel het huidige Myanmar. De Birmese taal en het Birmese schrift kwamen op de voorgrond met koninklijke bescherming van heidense koningen.
Na de val van Pagan door de Mongolen in 1287, kwamen delen van centraal Myanmar onder controle van een reeks heersers: de Mongolen (1287-ca.1303), Myinsaing (1298-1313), Pinya (1313-1364) en Sagaing (1315-1364). In 1364 herenigde het Ava-koninkrijk onder leiding van Burmanized Shan-koningen heel centraal Myanmar. Centraal Myanmar stond tot 1527 onder de controle van Ava en onder de Shans of Monhyin (1527-1555). Birmese literatuur en cultuur kwamen in deze tijd tot hun recht. Centraal Myanmar maakte van 1555 tot 1752 deel uit van het Taungoo-koninkrijk. Delen van de regio vielen kort in de richting van de Bergen van Pegu (Bago) (1752–1753). De Konbaung-dynastie regeerde de regio tot december 1885, toen het heel Opper-Myanmar verloor in de Derde Anglo-Birmese Oorlog.
De Britse regering organiseerde zeven divisies in Boven-Myanmar: Mandalay, Meiktila, Minbu, Sagaing en de Federale Shan-staten (Noord en Zuid). Mandalay Division omvatte wat nu de staat Kachin is. Omstreeks 1940 werd Meiktila Division samengevoegd met Mandalay Division. Een groot deel van Boven-Myanmar, inclusief de Mandalay-divisie, viel tijdens de Tweede Wereldoorlog tussen mei 1942 en maart 1945 onder Japanse heerschappij. Toen het land in januari 1948 onafhankelijk werd van het Verenigd Koninkrijk, werden de districten Myikyina en Bhamo uitgehouwen om de staat Kachin te vormen. 

## Bevolking

### Religie
De grootste religie in Mandalay is het boeddhisme. Kleinere minderheden waren islamitisch of christelijk.
| Religieuze samenstelling (2014) | Religieuze samenstelling (2014) | Religieuze samenstelling (2014) | Religieuze samenstelling (2014) | Religieuze samenstelling (2014) |
| ------------------------------- | ------------------------------- | ------------------------------- | ------------------------------- | ------------------------------- |
|                                 |                                 |                                 |                                 |                                 |
| Boeddhisme                      | Boeddhisme                      |                                 | 95,7%                           | 95,7%                           |
| Christendom                     | Christendom                     |                                 | 1,1%                            | 1,1%                            |
| Islam                           | Islam                           |                                 | 3,0%                            | 3,0%                            |
| Animisme                        | Animisme                        |                                 | 0,0%                            | 0,0%                            |
| Hindoeïsme                      | Hindoeïsme                      |                                 | 0,2%                            | 0,2%                            |
| Geen/Overig                     | Geen/Overig                     |                                 | 0,0%                            | 0,0%                            |